# Ars Aevi
Ars Aevi is een museum voor hedendaagse kunst in Sarajevo (Bosnië en Herzegovina). Het heeft rond 130 werken van wereldberoemde kunstenaars, zoals Michelangelo Pistoletto, Jannis Kounellis, Joseph Beuys, Braco Dimitrijević en Joseph Kosuth.

## Geschiedenis
Het museum werd in 1992, aan het begin van de Bosnische Oorlog, opgericht door een groep intellectuelen als symbool voor hun geloof in de toekomst. Bovendien wilden zij van Sarajevo weer een kruispunt van oosterse en westerse culturen maken. In de hele geschiedenis was geen rijk erin geslaagd om daaraan een eind te maken.
De organisatoren bouwden een internationaal netwerk van kunstenaars, galeries en musea op. Kunstenaars doneerden werken, waardoor het museum een unieke collectie kon aanleggen. Ars Aevi organiseert verder seminars die de multiculturele dialoog bevorderen en cursussen in museologie. In 2003 verzorgde het de eerste deelname van Bosnië en Herzegovina aan de Biënnale van Venetië.
Tot 2003 kende het museum geen vaste vestiging en hield het tentoonstellingen op openbare plaatsen, zoals supermarkten en busstations. Inmiddels is er nieuwbouw gepland; voor het eerste gedeelte ligt er een ontwerp van Renzo Piano.

## Doelstelling
De doelstelling van het museum is een internationaal multicultureel centrum te creëren voor hedendaagse wereldkunst. In het multiculturele Sarajevo moet dit centrum een zichtbaar symbool zijn van de hoop dat verschillen geen verdeling teweegbrengen, maar juist een stimulans vormen om schoonheid en waarde in de diversiteit te ontdekken. Verder wil het museum een centrum zijn voor internationale dialoog en culturele uitwisseling.

## Onderscheiding
In 2007 werd Ars Aevi bekroond met de Prins Claus Prijs van het Prins Claus Fonds binnen het thema Cultuur en conflict. De jury prees het museum voor "het moedige initiatief, de toewijding aan interculturele dialoog, voor het benadrukken van de kracht van cultuur in conflictsituaties en voor het aansturen op een toekomst waarin artistieke visie stimuleert een andere werkelijkheid te zien". Dit is de eerste Prins Claus Prijs die in Bosnië en Herzegovina is uitgereikt.